# Svitlana Novichenko
Svitlana Novichenko –en ucraniano, Світлана Новіченко– (Kiev, URSS, 27 de diciembre de 1982) es una deportista ucraniana que compitió en remo. Ganó tres medallas de bronce en el Campeonato Europeo de Remo entre los años 2009 y 2013.

## Palmarés internacional
| Campeonato Europeo | Campeonato Europeo  | Campeonato Europeo | Campeonato Europeo |
| Año                | Lugar               | Medalla            | Prueba             |
| ------------------ | ------------------- | ------------------ | ------------------ |
| 2009               | Brest (Bielorrusia) | Medalla de bronce  | Ocho con timonel   |
| 2011               | Plovdiv (Bulgaria)  | Medalla de bronce  | Ocho con timonel   |
| 2013               | Sevilla (España)    | Medalla de bronce  | Dos sin timonel    |